# John Clayton (bassiste)
Pour les articles homonymes, voir John Clayton.
John Clayton (20 août 1952 à Venice, Los Angeles) est un contrebassiste de jazz.
Il a joué avec de nombreux artistes tels que Paul McCartney, la chanteuse et pianiste de jazz Diana Krall, Christian McBride ou Monty Alexander.
Il est le père du pianiste Gerald Clayton.